# 1448
| 1448               |
| ------------------ |
| Dødsfald - Fødsler |
| • Musik            |

| Gregoriansk kalender | 1448 MCDXLVIII          |
| Ab urbe condita      | 2201                    |
| Armensk kalender     | 897 ԹՎ ՊՂԷ              |
| Kinesiske kalender   | 4144 – 4145 丁卯 – 戊辰 |
| Etiopisk kalender    | 1440 – 1441             |
| Jødisk kalender      | 5208 – 5209             |
| Hindukalendere       |                         |
| - Vikram Samvat      | 1503 – 1504             |
| - Shaka Samvat       | 1370 – 1371             |
| - Kali Yuga          | 4549 – 4550             |
| Iransk kalender      | 826 – 827               |
| Islamisk kalender    | 852 – 853               |

Konge af Danmark: Christoffer 3. 1440-1448 og Christian 1. 1448-1481
Se også 1448 (tal)

## Begivenheder
- 28. september - Christian 1. krones til konge af Danmark, dermed overgår det danske kongehus til den Oldenborgske slægt (Oldenborgerne sidder på tronen frem til 1863).
- Christian 1. grundlægger et trompeterkorps, som senere udvikles til Det Kongelige Kapel .
- Pave Nikolaus 5. (pave 1447-1455) opretter Vatikanbiblioteket.

## Dødsfald
- 6. januar – Christoffer 3. af Bayern, dansk konge.
- 28. april – Ridder Morten Jensen Gyrsting, dansk rigsråd.
- 13. september – Jens Pedersen Jernskæg, biskop i Roskilde Domkirke fra 1431.
- 31. oktober – Johannes VIII Palæologos, byzantinsk kejser.